# الوحدة 5252
الوحدة 5252 (وحدة زيك جرين ، أو 52 ؛ أي خمسة اثنين) هي وحدة النخبة في سلاح المدفعية، والتي تشغل طائرة هيرميس 450 الموجهة عن بعد بالإضافة إلى سفن سرية أخرى.

## تاريخ
تأسست الوحدة عام 2000 ويقع مقرها في قاعدة بلماحيم الجوية التابعة للقوات الجوية.

## عمليات قامت بها
- الحرب على غزة (2008–2009)
- الحرب على غزة 2012
- الحرب على غزة 2014
- معركة سيف القدس
- معركة بأس جنين

## مهام الوحدة
تعمل الوحدة من خلال متابعة الطائرات بدون طيار من نوع Hermes 450 ("Zik") المخصصة للمناورة ومهام القوات الجوية. تمتلك الوحدة القدرة على الانضمام جسديًا إلى القوات البرية ، وتقوم بدور نشط وواسع في تدريبات القوات القتالية الأرضية.
تقوم الوحدة بتزويد القوات البرية بصور جوية حديثة ليلاً ونهاراً، ووضع علامات بالليزر على الأهداف، ووضع علامات على القوات البرية، والتعامل مع قوات المناورة والقوات الجوية، وتنفيذ هجمات موجهة وإجراءات مضادة باستخدام طائرات الهليكوبتر الهجومية التي تشغلها.